# Ruta Provincial 21 (Buenos Aires)
La Ruta Provincial 21 es una avenida de 2 carriles pavimentada de 32 km ubicada en el oeste del Gran Buenos Aires, Argentina.

## Recorrido

### La Matanza
La avenida empieza en la Ruta Provincial 4 en la localidad de Ciudad Evita.
Corre en sentido este-oeste bordeando las vías de la Línea Belgrano Sur del ramal Sáenz-González Catán. En la localidad de González Catán, a partir del cruce con la calle Cnel. Conde se modificó el sentido de circulación, siendo de solo una mano hacia el este.
Cruza la Ruta Provincial 17 en el límite entre las localidades de Isidro Casanova y Gregorio de Laferrere. Luego cruza la Ruta Nacional 3 para acceder a la ciudad de González Catán, donde toma sentido norte para ingresar al partido de Merlo.

### Merlo
Es la principal vía de acceso a la ciudad de Pontevedra. Al llegar al Barrio La Teja torna una curva hacia el este. Unos km más adelante cruza las vías de la Línea Belgrano Sur, esta vez del ramal Sáenz-Marinos del Crucero General Belgrano, para pasar por el centro de la ciudad de Libertad y las instalaciones del Club Atlético Ferrocarril Midland.
Durante un buen tramo, sirve de límite entre las localidades de Libertad y San Antonio de Padua.

### Ituzaingó y Morón
Atraviesa un pequeño tramo dentro de la ciudad de Ituzaingó hasta el límite con la ciudad de Castelar. Allí toma dirección norte sirviendo de límite entre los partidos de Ituzaingó y Morón, pasando frente al polideportivo Gorki Grana (Ex Mansión Seré, donde otrora funcionara un centro clandestino de detención de la dictadura) en la localidad de Castelar, finalizando en la avenida Rivadavia (Ruta Provincial 7).

## Localidades
Las ciudades por las que pasa esta ruta  son:
- Partido de La Matanza: Ciudad Evita, Isidro Casanova, Gregorio de Laferrere y González Catán.
- Partido de Merlo: Pontevedra, Libertad y San Antonio de Padua.
- Partido de Ituzaingó: Ituzaingó.
- Límite entre los partidos de Ituzaingó y Morón: Ituzaingó y Castelar

## Intersecciones
A continuación, se muestran los principales cruces con otras rutas y avenidas.
| CONTgq | ABZq+lr | CONTfq |

| HOSPITAL | RM |  |

| CONTgq | RMTEEeq |  |

|  | RM |

| lDAMPF |  | SKRZ-GBUE |  |  |

|  | RM |

| CONTgq | RMKRZ | CONTfq |

| lELC | RM + GRZq |  |

| CONTgq | MWNODE | CONTfq |

|  | RM |

| lNAT | RMTEEeq |  |

|  | RM |

|  | CONTgq | RMKRZ | exBUEq | exCONTfq |

| WORKS | RM |  |

|  | exCONTgq | RMKRZ | eBUEq | WORKS |

| WASSERq | RMoW2 | WASSERq |

|  | MWPETl |

| CONTgq | ABZgr+r |  |

|  | STR |

|  | CONTgq | KRZ | eBUEq | CONTfq |

| CONTgq | ABZgr+r | BAHN |

|  | STRq | KRZ | eBUEq | CONTfq |

| STADIUM | STR |  |

|  | STR |

|  | STR | BAHN |

|  | STR |

| RMCONTgq | RMIdu | RMCONTfq |

|  | RM | BAHN |

|  | RM |

| CONTgq | RMTEEeq |  |

|  |  | TEEaq | eBUEq | CONTfq |

|  | STR | BAHN |

|  | STR |

| CONTgq | ABZgr+r |  |

| WASSERq | RMoW2 | WASSERq |

| GRZq | RM + GRZq | GRZq |

| lELC | RM + GRZq |  |

|  | RM |

| exCONTgq | RMKRZ | CONTfq |

|  | RM |

| lELC | RM + GRZq |  |

|  | RM |

| lELC | RM + GRZq |  |

|  | RM |

| CONTgq | ABZgr+r |  |

| lNAT | RM |  |

|  | RM |

| CONTgq | RMKRZ | CONTfq |

| lNAT | RM |  |

| lDAMPF |  | SKRZ-GBUE |  |  |

| STADIUM | STR |  |

| lNAT | TEEaq | CONTfq |

|  | RM |

| CONTgq | RMKRZ | CONTfq |

| GRZq | RM + GRZq | GRZq |

|  | RM | lELC |

|  | STR |

| lNAT | STR |  |

| CONTgq | KRZ | CONTfq |

|  | CONTf |

## Nomenclatura municipal
Los nombres que toma la ruta según el distrito son los siguientes:
- La Matanza:Otero/RP21/José María Moreno/Senguel/General Rojo/El Hornero
- Merlo:Otero/Eva Perón
- Ituzaingó:José Gomensoro/Luis Beltrán
- Límite Ituzaingó-Castelar:Blas Parera

## Imágenes

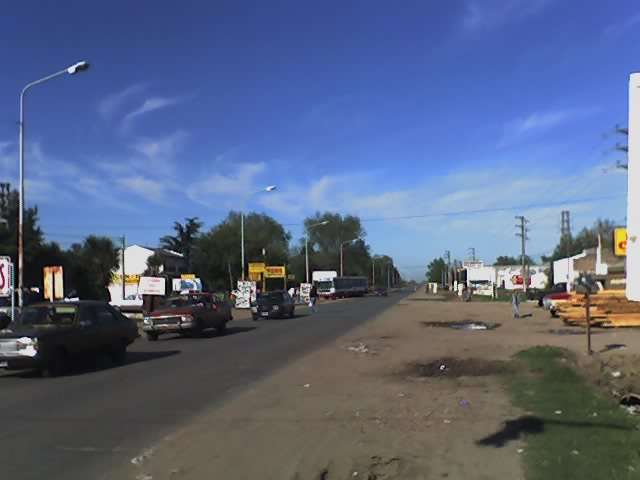
Avenida Eva Perón, a la altura de Barrio Rivadavia, Pontevedra
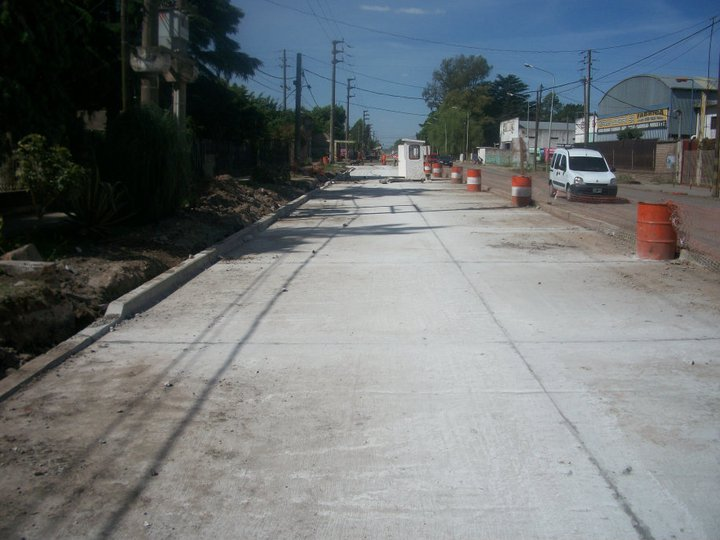
Avenida Eva Perón: construcción de calzada de hormigón armado, a la altura del cementerio de Santa Mónica.
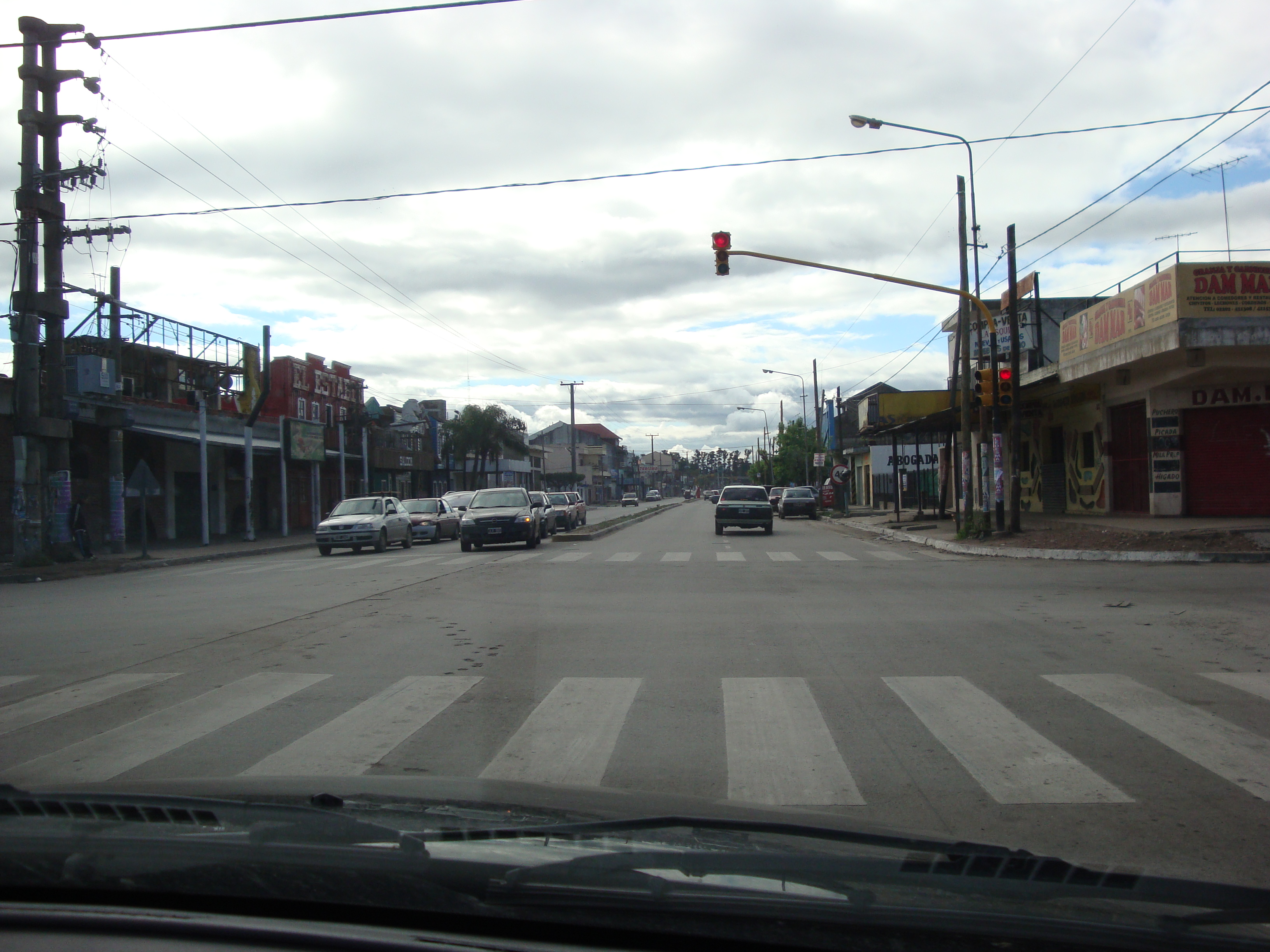
A pocos metros de la estación González Catán
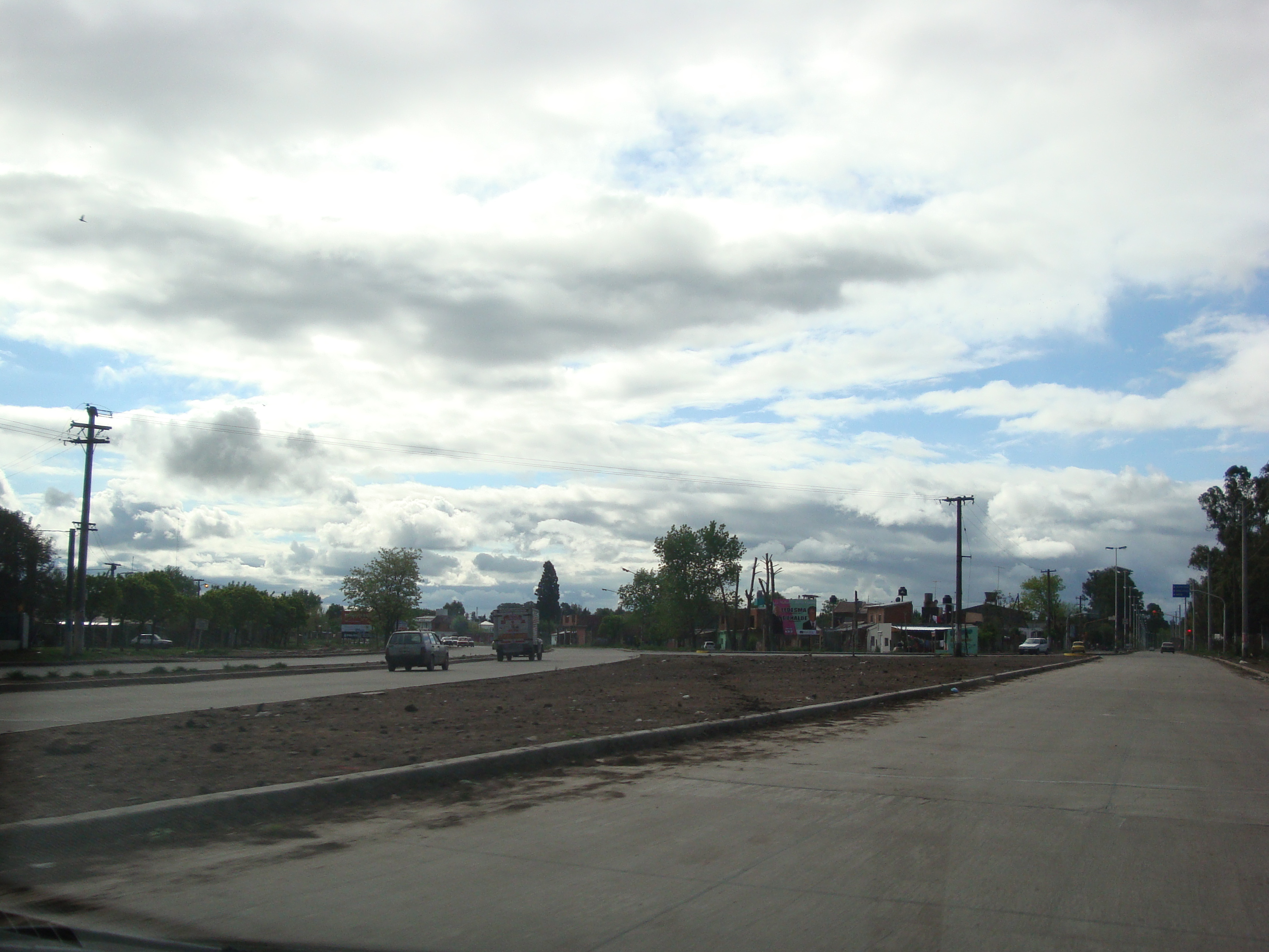
Su unión con la ruta provincial 1001.